# Argentina na Copa do Mundo FIFA de 1974
A seleção da Argentina foi uma das 16 participantes na Copa Mundial de Futebol de 1974, que se realizou na Alemanha.
O treinador era Vladislao Cap e o capitão era Roberto Perfumo. A seleção foi eliminada na segunda fase de grupos e terminou em oitavo lugar.

## Eliminatórias
Eliminatórias da Copa do Mundo FIFA de 2022 – CONMEBOL

### Grupo 2
| P | País      | Pts | J | V | E | D | GP | GC | S   |
| - | --------- | --- | - | - | - | - | -- | -- | --- |
| 1 | Argentina | 7   | 4 | 3 | 1 | 0 | 9  | 2  | 7   |
| 2 | Paraguai  | 5   | 4 | 2 | 1 | 1 | 8  | 5  | 3   |
| 3 | Bolívia   | 0   | 4 | 0 | 0 | 4 | 1  | 11 | -10 |

Jogos
| 02/09/1973 | Grp.2 | Bolívia   | 1-2 | Paraguai  |
| 09/09/1973 | Grp.2 | Argentina | 4-0 | Bolívia   |
| 16/09/1973 | Grp.2 | Paraguai  | 1-1 | Argentina |
| 23/09/1973 | Grp.2 | Bolívia   | 0-1 | Argentina |
| 30/09/1973 | Grp.2 | Paraguai  | 4-0 | Bolívia   |
| 07/10/1973 | Grp.2 | Argentina | 3-1 | Paraguai  |

Depois de não se classificar para a Copa do Mundo de 1970, a Argentina iniciou o ciclo sob o comando de Juan José Pizzuti, terminando em quarto lugar na Copa da Independência no Brasil. Para as eliminatórias contra Bolívia e Paraguai, Omar Sívori foi escolhido como o novo técnico. Em Assunção, a equipe dormiu na residência do embaixador argentino, José María Rosa, que ofereceu sua residência para fugir do barulho dos torcedores locais, que planejavam passar a noite em frente ao hotel onde a delegação argentina estava hospedada. Para a partida contra a Bolívia, Omar Sívori encarregou Miguel Ignomiriello de viajar 75 dias antes do jogo para se adaptar bem à altitude, com uma equipe alternativa que trabalharia exclusivamente para aquela partida. A equipe ficou conhecida como "Selección Fantasma". Alguns membros importantes, como Jota Jota López e Mostaza Merlo, não se adaptaram à altitude e tiveram de retornar a Buenos Aires.
De acordo com Miguel Ignomiriello: "A AFA se esqueceu de nós e passamos por momentos muito ruins. Não tínhamos nem mesmo o suficiente para comer. Tínhamos dois amistosos combinados e acabamos jogando seis ou sete em troca de dinheiro. Dessa forma, poderíamos comprar coisas em um supermercado e alguém faria a comida. Voltei com 7 ou 8 quilos a menos". Inesperadamente, Sívori chegou no dia anterior da paryida decisiva em La Paz na companhia de quatro jogadores - Carnevali, Bargas, Telch e Ayala - com o objetivo de incluí-los na partida. O novo grupo não foi bem recebido e ficou alojado em andares separados do Hotel Copacabana até a partida. De acordo com Ubaldo Fillol: "Até aquele momento, estávamos convencidos de que a partida contra a Bolívia seria nossa grande chance de nos mostrarmos. Mas lá estavam os jogadores seniores, descansados e experientes, indo para o hotel, não se sabia por quê. Nós tínhamos vindo da Guerra do Vietnã, de comer raízes. Eles estavam vindo de Mallorca. Entre os jogadores que chegaram a La Paz estava Daniel Carnevali, que, diga-se de passagem, estava se saindo muito bem. No entanto, nunca passou pela minha cabeça ficar de fora do jogo com o qual eu estava sonhando durante todas aquelas semanas. Quando Sívori finalmente apresentou a lista e não me citou, senti uma tristeza enorme. Fui mandado para o banco de reservas. Nós tínhamos sido enganados. Aquela seleção fantasma foi montada exclusivamente para isso, como alguém que projeta um robô para um objetivo específico. Havíamos nos matado na adaptação, sofrido tudo o que sofremos para chegar ao jogo, vencê-lo e nos classificar para a Copa do Mundo. Éramos como autômatos que só pensavam naquela partida. Será que eles estavam mesmo me deixando de fora? O robô entrou no palco sem mim. E quando o jogo terminou, ele se autodestruiu. Eu assisti ao jogo inteiro do banco dos suplentes".
Depois de se classificar para a Copa do Mundo, Sívori solicitou um cronograma de amistosos para dar exposição internacional à equipe. A equipe nacional perdeu para o México por 2 a 0, mas venceu a Alemanha Ocidental por 3 a 2 no Estádio Olímpico de Munique e empatou em 1 a 1 com Israel em Tel Aviv. Apesar dos pedidos de Sívori, a AFA, não pagou os prêmios acordados para a turnê. De acordo com Sívori: "Entre 500 e 700.000 pesos seriam pagos a cada jogador", mas de acordo com Horacio Bruzzone, presidente da federação, "a equipe não deveria receber um peso a mais do que os 400.000 da partida contra a Alemanha e 200 da partida contra Israel".
Sívori também estava chateado com o fato de seu assistente Miguel Ignomiriello e o preparador físico, Jorge Kistenmacher, não terem sido oficializados. Sívori reuniu os 20 jogadores da equipe e os informou que estava se demitindo, às 22 horas de sábado, antes do amistoso contra a Palmeiras. De acordo com Sívori: "Os jogadores tentaram me convencer a não sair. Tenho pena dos rapazes, eles queriam sair do hotel comigo, mas felizmente consegui enganá-los e eles foram para a cama pensando que eu ficaria. Mas estou farto de ver alguns cartolas fazendo um trabalho ruim e eu tendo que pagar por isso. Não quero que eles façam o que eu quero que façam, mas quero que respeitem minha palavra.
Para substituir Sívori, Vladislao Cap, liderou o trio de técnicos para a Copa do Mundo na Alemanha 74, que foi completado por José Varacka e Víctor Rodríguez.

## Preparação
A seleção argentina começou sua preparação em Buenos Aires e enfrentou equipes locais. Em um amistoso contra uma equipe de Rosário, a Argentina perdeu por 3 a 1. O resultado foi considerado um fiasco pela imprensa. "O clima está propício para uma nova crise que nos levará ao fracasso", alertou a El Gráfico. Francisco Sá minimizou a derrota: "Eles fizeram muitas mudanças naquela noite, além de terem testado jogadores que não estariam na Copa do Mundo.
Nessa partida, Tomás Carlovich, meio-campista central do time do Rosario, ficou famoso. Tal era o domínio local que, no intervalo, o técnico da Seleção, Vladislao Cap, pediu à equipe de Rosario que substituísse Carlovich da partida. Sobre o jogo, em 2018 Ubaldo Fillol deu a seguinte declaração: «(...) enfrentamos um time de jogadores de Rosário em Rosário, onde Carlovich se destacou. Que baile eles nos deram naquela noite e como aquele cara jogou! Um talento que hoje seria comparável a Fernando Redondo ou a Cambiasso, ou talvez a Roberto Telch. Ele possuía a magia que distingue esses três jogadores.»
Trinta e sete dias antes da Copa do Mundo, a Argentina desembarcou na Europa para uma série de amistosos. Vários empresários estavam vasculhando os hotéis em busca de jogadores. Rubén Glaria lembrou: "Parecia um mercado persa.". A Argentina empatou com Granada em 0 a 0, venceu a França por 1 a 0, empatou com a Inglaterra por 2 a 2 e perdeu para a Holanda por 4 a 1. Víctor Rodríguez, assistente técnico de Cap, reagiu a goleada: "Quero me vingar agora, eles nunca mais marcarão quatro gols contra nós!". [Roque Avallay]] sofreu uma lesão que o obrigou a voltar para casa. Carlos Babington foi selecionado e, surpreendentemente, foi escalado como titular já na estreia da Copa do Mundo, apesar de nem sequer ter treinado com seus companheiros de equipe. Roberto Perfumo era o único jogador a ter disputado uma Copa do Mundo. De acordo com Perfumo: "Fiquei impressionado com o fato de o Cap não conhecer os jogadores. Ele me fazia muitas perguntas e eu respondia: "Polaco, estou jogando no Brasil há três anos".
Foi a primeira vez que a Argentina teve jogadores do exterior convocados para uma Copa do Mundo. Seis jogadores atuavam no exterior: Roberto Perfumo (Cruzeiro), Rubén Ayala e Ramón Heredia (Atlético de Madri), Daniel Carnevali (Las Palmas), Angel Bargas (Nantes) e Héctor Yazalde (Sporting de Lisboa).

## Campanha
O jogo de abertura foi contra a Polônia, medalhista de ouro nas Olimpíadas de Munique de 1972, e a Argentina perdeu por 3 a 2. Cap foi criticado por improvisar o zagueiro Sá na lateral esquerda e outro zagueiro, Bargas, como volante central. Cap explicou: "Perfumo, Heredia e Bargas têm muita hierarquia, não podia me dar ao luxo de deixar um de fora". Ángel Bargas reclamou: "Eu não joguei na minha posição e fui mal, mas achei que poderia ser útil para a equipe. Agora acho que serei mais útil se eles me tirarem". Outra crítica foi a escolha do goleiro Daniel Carnevali, apenas porque ele estava jogando na Europa. Vladislao Cap reagiu: O que você quer que eu lhe diga? Você viu o que aconteceu: demos o jogo para eles. Você acha que tirando um jogador e colocando outro eu posso resolver alguma coisa? Somos um desastre na defesa, não conseguimos parar ninguém. O Lato andou por onde quis".
Na segunda rodada, a Argentina enfrentou a Itália e empatou em 1 a 1. Após a partida, Roberto Telch foi acusado de agredir uma garçonete e quase foi expulso da Alemanha.
Para passar para a segunda fase, a Argentina precisava vencer, mas não dependia apenas de si mesma. A Polônia tinha que vencer a Itália, e um empate era suficiente para que as duas seleções europeias passassem para a próxima fase. Isso acabou dando origem a um episódio polêmico de Mala branca de jogadores argentinos a jogadores poloneses.
Héctor Vega Onesime, jornalista argentino da revista El Gráfico, lembrou: "Entrei em contato com um dos jogadores (argentinos) para saber se os dirigentes descobririam como obter garantias de comprometimento total dos poloneses contra a Itália. Ele respondeu que não sabia. Convenci Juvenal e Ricardo Alfieri - seus colegas jornalista e fotógrafo da revista - a irem ao campo de treinamento da Polônia porque o técnico, Kazimierz Gorski, estava dando uma entrevista coletiva. Perguntei a ele: 'Como você vai jogar? Ele respondeu: "Para vencer". Saímos para almoçar e notei que Robert Gadocha, o astro da seleção polonesa, estava lá. Ele estava acompanhado de um jovem que se revelou argentino (Iggy Bocwinski) e gerente em Varsóvia da companhia aérea Pan Am. Ele traduziu minha pergunta: "Como eles vão jogar", mas a resposta foi bem diferente: "Isso depende dos argentinos" disse Gadocha.  Demorei a entender o escopo dessa frase, que me pegou desprevenido. A palavra que ainda gera polêmica e interpretações diferentes surgiu como um fantasma: Mala branca. Decidi dar um passo extremamente arriscado: comunicar a posição polonesa aos jogadores argentinos por telefone. Houve uma oferta e um acordo. Gadocha, seu amigo argentino e Héctor Rial (ex-jogador de futebol argentino, membro da equipe técnica da seleção nacional em 1974) ficaram encarregados da transação. A Polônia cumpriu sua promessa contra a Itália e a Argentina se classificou após vencer o Haiti. Nunca soube o escopo e a intimidade dessa negociação nem o destino do dinheiro.".
Enrique Wolff: "Os poloneses vieram fazer uma oferta e dissemos ‘muito bem’ porque, caso contrário, eles iriam jogar com reservas e tudo o mais. Cada um dos jogadores pagou US$ 1.000. O mais engraçado foi que havia caras que não tinham dinheiro para pagar o que queriam dar para a Polônia e a AFA colocou o dinheiro, mas depois o reduziu dos prêmios". O dinheiro teria sido dado à esposa do atacante polonês Robert Gadocha por Rubén Ayala.
A Polônia venceu a Itália por 2 a 1 em Stuttgart, enquanto a Argentina, com os mesmos onze titulares da segunda rodada, goleou o Haiti por 4 a 1.
No entanto, ao longo dos anos, a equipe polonesa negou ter recebido o dinheiro. Grzegorz Lato disse que ficou sabendo do caso quando estava no Atlante do México, jogando com o atacante argentino Rubén Ayala entre 1982 e 1984, quando este último lhe perguntou um dia, por curiosidade, "o que vocês fizeram com o dinheiro que lhes demos?". Zmuda reclamou: "Infelizmente, não recebemos um centavo. No total, o incentivo foi de US$ 25.000. De acordo com Bocwinski, Gadocha ficou 18.000 e Rubén Ayala com o restante.
Iggy Bocwinski contou mais tarde: "Robert (Gadocha) ficou com o dinheiro para ele. Quando lhe entreguei a bolsa, perguntei como ele iria dividir o dinheiro. Então ele disse: 'Quer saber, não conte nada aos rapazes. Nossa estratégia para o jogo contra a Itália era sair e ganhar'. Fiquei muito surpreso com a atitude de Gadocha. Ayala teria confessado a Grzegorz Lato: "Eu tinha que levar algum!".
Outro caso insólito teria ocorrido no intervalo da partida entre Itália e Polônia. O jogador polonês Wladyslaw Zmuda relembrou em 2021 que um cartola italiano apareceu no túnel do vestiário do estádio com uma mala cheia de dinheiro para que os poloneses se deixassem empatar no segundo tempo: "Os italianos tinham certeza de que iriam vencer, mas no final do primeiro tempo estávamos vencendo por 2 a 0 e a classificação estava escapando e, quando estávamos indo para o vestiário, notamos um homem nos esperando no túnel com uma maleta na mão e, quando a abrimos, apareceram maços de notas, muitos dólares. Eu não podia acreditar, um cara com uma pasta de dinheiro no meio de um jogo da Copa do Mundo! Acho que foi aí que um dos nossos funcionários começou a discutir com ele. Foi só por um momento e fomos imediatamente mandados para o vestiário. Mas eu me lembro muito bem daquele dinheiro. Miroslaw Bulzacki, ex-agente de futebol polonês, confirmou a acusação de Zmuda: "Eu me lembro daquela pasta. Ele tentou entregá-la a um dos jogadores, mas ninguém quis ficar com ela. Eles nos expulsaram e ordenaram que fôssemos para o vestiário, onde ele não podia entrar.".
Na segunda rodada, a Argentina foi sorteada no Grupo A com o Brasil, a Alemanha Democrática e a Holanda. A primeira partida foi uma derrota por 4 a 0 contra a Holanda. Roberto Perfumo: "Eles dividiam cada tempo em três segmentos de 15 minutos. Pressionaram no primeiro quarto de hora, diminuíram o ritmo no segundo e o aumentaram novamente no último. Eles eram uma escavadeira.". Enrique Wolff: "Foi a única vez na minha vida que me senti impotente em um campo. Eles literalmente passaram por cima de nós. Agora eu olho para trás e não parece uma diferença tão grande, mas naquele dia eu queria morrer.". Daniel Carnevali: "Era uma barbaridade. Eu os assisti do gol e não pude acreditar que éramos onze contra onze. Eles pareciam ser vinte!".
A equipe perdeu para o Brasil por 2 a 1. Sem chances de passar para a próxima fase, a Argentina deveria jogar sua última partida contra a República Democrática da Alemanha quando chegou a notícia da morte de Juan Domingo Perón. René Houseman: "Para mim, não precisávamos jogar mais. Já tínhamos sido eliminados, e o time estava muito abatido". O goleiro deveria ser Miguel Ángel Santoro, que se recusou a jogar alegando ter sido traído pela comissão técnica, de modo que Ubaldo Fillol fez sua estreia na Copa do Mundo. De acordo com Miguel Ángel Santoro: "Eu era o goleiro titular antes da Copa do Mundo. Semanas antes da Copa do Mundo, tive uma lesão no joelho, mas o médico e o técnico me pediram para fazer uma cirurgia. O técnico (Vladislao Cap) me disse: 'opere, se você estiver bem, você vai jogar'. Fomos para a Copa do Mundo e as coisas não correram bem para a equipe, mas especialmente para Daniel Carnevali, o goleiro titular. Antes do último jogo, contra a Alemanha Democrática, o técnico me colocou no time titular. Eu o confrontei e disse: 'Olha, se o Carnevali tivesse se machucado, eu teria jogado. Mas você me decepcionou na Copa do Mundo, não queira fazer as pazes agora. Os jogadores tornaram público o comunicado explicando sua vontade de não jogar devido ao luto pela morte de Perón. A FIFA argumentou que 50.000 ingressos já haviam sido vendidos. Se a Argentina não comparecesse, seria aplicada uma multa de 600.000 dólares e o país perderia o status de sede da próxima Copa do Mundo em 1978. Os jogadores concordaram em jogar.
De acordo com Cap: "O balanço [da participação argentina] não é bom, nem regular, nem ruim.".

## Participação

### Grupo 4
| Pos | Seleção   | Pts | J | V | E | D | GM | GS | DG  |
| --- | --------- | --- | - | - | - | - | -- | -- | --- |
| 1   | Polónia   | 6   | 3 | 3 | 0 | 0 | 12 | 3  | +9  |
| 2   | Argentina | 3   | 3 | 1 | 1 | 1 | 7  | 5  | +2  |
| 3   | Itália    | 3   | 3 | 1 | 1 | 1 | 5  | 4  | +1  |
| 4   | Haiti     | 0   | 3 | 0 | 0 | 3 | 2  | 14 | –12 |

| 15 de junho | Polónia                                     | 3 – 2     | Argentina                                | Neckarstadion, Estugarda                  |
| 18:00       | Grzegorz Lato 7', 62' · Andrzej Szarmach 8' | Relatório | Ramón Heredia 60' · Carlos Babington 66' | Público: 32 700 Árbitro: WAL Clive Thomas |

| 19 de junho | Argentina         | 1 – 1     | Itália                     | Neckarstadion, Estugarda                   |
| 19:30       | René Houseman 19' | Relatório | Roberto Perfumo 35' (g.c.) | Público: 70 100 Árbitro: URS Pavel Kazakov |

| 23 de junho | Argentina                                                     | 4 – 1     | Haiti     | Olympiastadion, Munique                           |
| 16:00       | Hector Yazalde 15', 68' · René Houseman 18' · Rubén Ayala 55' | Relatório | Sanon 63' | Público: 25 900 Árbitro: ESP Pablo Sánchez Ibáñez |

## Segunda Fase

### Grupo A
| Pos | Seleção           | Pts | J | V | E | D | GM | GS | DG |
| --- | ----------------- | --- | - | - | - | - | -- | -- | -- |
| 1   | Países Baixos     | 6   | 3 | 3 | 0 | 0 | 8  | 0  | +8 |
| 2   | Brasil            | 4   | 3 | 2 | 0 | 1 | 3  | 3  | 0  |
| 3   | Alemanha Oriental | 1   | 3 | 0 | 1 | 2 | 1  | 4  | –3 |
| 4   | Argentina         | 1   | 3 | 0 | 1 | 2 | 2  | 7  | –5 |

| 26 de junho | Países Baixos                        | 4 – 0     | Argentina | Parkstadion, Gelsenkirchen                |
| 19:30       | Cruyff 10', 90' · Krol 25' · Rep 73' | Relatório |           | Público: 56 548 Árbitro: SCO Bob Davidson |

| 30 de junho | Argentina    | 1 – 2     | Brasil                       | Niedersachsenstadion, Hanôver             |
| 16:00       | Brindisi 35' | Relatório | Rivelino 32' · Jairzinho 49' | Público: 39 400 Árbitro: BEL Vital Loraux |

| 3 de julho | Argentina    | 1 – 1     | Alemanha Oriental | Parkstadion, Gelsenkirchen               |
| 19:30      | Houseman 20' | Relatório | Streich 14'       | Público: 54 254 Árbitro: ENG John Taylor |